# Aeroportul Salmon Arm
Aeroportul Salmon Arm (IATA: YSN, ICAO: CZAM) este un aeroport din Columbia Britanică, Canada.
Situat la o altitudine de 534 m, aeroportul dispune de o singură pistă.